# Adsao
 (juin 2018).
- Si vous ne connaissez pas le sujet, laissez ce bandeau (vous pouvez alors contacter les auteurs).
- Si vous supprimez le contenu mis en cause (vous pouvez préalablement contacter les auteurs),

argumentez précisément cette suppression dans la page de discussion
(un manque de référence n'est pas un argument ; une recherche réelle de référence doit avoir été effectuée, être formellement documentée).
Adsao était une revue mensuelle et un mouvement régionaliste breton d'inspiration catholique dans les années 1929 à 1931. Ce nom, prononcé « adzaw » et écrit Adsav dans la graphie Peurunvan, veut dire relèvement.

## Origine et buts
Il fut créé par l'abbé Madec, l'un des rares dirigeants du Bleun Brug avec l'abbé Perrot à s'investir dans le mouvement nationaliste malgré les consignes de Mgr Duparc, évêque de Quimper. D'après Abeozen, l'abbé François-Marie Madec a dirigé la revue de 1931 à 1936.
Il crée alors le mouvement Adsao en novembre 1929 avec une demi-douzaine de personnes réunies à Brest. Le numéro 1 de la revue mensuelle du même nom paraît le 1er juin 1930 et annonce que le but d'Adsao est de « libérer des entraves arbitraires les forces actives de la région et à restituer aux représentants de la province les moyens légaux d'assurer la vitalité de la race, l'essor de sa culture intellectuelle et morale, la prospérité de ses intérêts commerciaux, industriels, agricoles et maritimes. »
Adsao se déclare partisan de l'abolition de l'échelon départemental au profit de la création de régions sur le « territoire européen de la République française », chaque région bénéficiant d'une assemblée élue habilitée sur affaires régionales, d'une commission exécutive permanente issue de cette assemblée et doté d'un budget suffisant pour les dépenses locales. Le pouvoir central serait représenté par un préfet régional. Pour l'essentiel, il s'agit du projet de loi déposé par l'ancien ministre de l'Agriculture et député de la Charente Jean Hennessy en 1913 puis 1915.
Afin d'éviter les écueils rencontrés par le Bleun Brug, l'abbé Madec précise qu'Adsao n'appartient à aucune confession ou parti, n'est ni à gauche ni à droite et qu'il entend rassembler toutes les bonnes volontés sur le terrain régionaliste.

## Organisation
Un conseil fédéral est élu en février 1931. Il rassemble effectivement des personnes au-delà des clivages sociaux et politiques habituels :
- Étienne Corre (président), négociant, président de l(Union des industriels et commerçants de l'arrondissement de Brest,
- P. Bouis (vice-président), rédacteur en chef du Nouvelliste du Morbihan, croix de guerre,
- E. Treguier (vice-président), professeur, croix de guerre,
- P. Leonard, (vice-président), directeur de l'école régionale de beaux-arts,
- F.M. Madec (secrétaire), abbé, chevalier de la Légion d'honneur,
- Bian (secrétaire), commerçant, croix de guerre,
- Gourvès (trésorier), professeur, démocrate,
- Menez (trésorier),
- A. Bergot (conseiller), directeur du Florilège, officier de l'instruction publique, vice-président de la section du Parti radical-socialiste de Brest,
- Conan (conseiller), pilote, chevalier du Mérite maritime
- L. Le Goff (conseiller), inspecteur des chemins de fer,
- Pierre Mocaër (conseiller), conseiller général d'Ouessant, démocrate, membre correspondant de la chambre de commerce de Brest,
- J. Pellé (conseiller), directeur de la Bretagne commerciale, président honoraire de l'Union mutualiste du Finistère, chevalier de la Légion d'honneur, membre du Comité républicain de Brest.

Le mouvement est organisé en sections locales regroupées en unions régionales et coiffées par un conseil fédéral.
Dès sa fondation, l'Adsao s'affilie à l'Union régionaliste bretonne et avec elle, à la Fédération régionaliste française.

## Action publique
Adsao publie un journal mensuel tiré à 4 000 / 5 000 exemplaires. Celui-ci se préoccupe des questions économiques, qui sont la source de l'émigration paysanne vers les villes.
Des réunions publiques sont organisées (généralement le dimanche, de préférence juste à la sortie de la messe) qui attirent une assistance nombreuse. Ces réunions permettent souvent de créer des sections locales, élus municipaux en tête.
À la fin de l'année 1930, plusieurs milliers d'adhérents sont enregistrés.

## La fin
Cependant, lors des élections cantonales de 1931, Étienne Corre se présente sous une étiquette politique, ce qui provoque des remous au sein d'Adsao. Le journal cesse de paraître en août 1931. Les réunions publiques sont elles aussi interrompues. Le 18 novembre, Étienne Corre démissionne. Cependant, le parti disparaît rapidement.
En janvier 1932, l'abbé Madec relance l'Adsao et recrute 10 000 adhérents. Après la crise de février 1934, Madec abandonne la neutralité officielle du parti en matière de politique et penche pour la droite. Au printemps 1934, il s'associe à la Confédération des anciens combattants.
De fait, l'Adsao se dissout dans son trop puissant allié et disparait en 1935.
Adsao a cependant montré qu'un parti régionaliste peut remporter une large adhésion des citoyens, dès lors que l'appui des notables et d'élus est obtenu.